# Larentia pallidata
Larentia pallidata là một loài bướm đêm trong họ Geometridae.